# USS Hawaii (CB-3)
USS Hawaii (CB-3) - planowana trzecia jednostka amerykańskich wielkich krążowników typu Alaska. Jego budowa rozpoczęła się w czasie II wojny światowej, ale została opóźniona przez okręty o wyższym priorytecie (np. lotniskowce). Jego stępkę położono dopiero w grudniu 1943, około dwa lata po siostrzanym USS „Guam” (CB-2). Był pierwszym okrętem United States Navy nazwanym od (ówczesnego) Terytorium Hawajów.

## Historia
Okręt został zwodowany 3 listopada 1945 roku w stoczni New York Shipbuilding Corporation w Camden (New Jersey), matką chrzestną została pani Joseph R. Farrington, żona delegata z Terytorium Hawajów. „Hawaii” był jednym z sześciu zamówionych okrętów tego typu (tylko dwa zostały ukończone), który miał w założeniach mieć przewagę nad niemieckimi pancernikami kieszonkowymi i japońskimi ciężkimi krążownikami. Ze względu na redukcję wydatków amerykańskich na wojsko po II wojnie światowej, budowa okrętu została wstrzymana. We wrześniu 1947 stał ukończony w 84 procentach. Pojawiły się plany przerobienia „Hawaii” na pierwszy amerykański okręt rakietowy, ale okręt pozostał w Atlantyckiej Flocie Rezerwowej. Konwersja na okręt rakietowy nie doszła do skutku ponieważ „Hawaii” nie miał istotnie większych możliwości przebudowy w stosunku do istniejących okrętów typu Baltimore i Oregon City. Znak taktyczny „Hawaii” został zmieniony 26 lutego 1952 na CBC-1 (duży okręt dowodzenia), kiedy konwersja była ponownie rozważana. Jednak wrócono do oryginalnego oznaczenia 9 października 1954. Okręt został w 1959 roku sprzedany na złom firmie Boston Metals Company z Baltimore, po skreśleniu wcześniej z Naval Vessel Register 9 czerwca 1958.